# Carry On Wayward Son
«Carry On Wayward Son» es una canción interpretada por la banda estadounidense Kansas. Fue escrita por Kerry Livgren para el álbum de 1976, Leftoverture. 
La canción, con grandes influencias de rock progresivo, fue lanzada como un sencillo en octubre de 1976 y alcanzó la posición N.º 11 en la Billboard Pop Singles al año siguiente, convirtiéndose en la primera canción de la banda en alcanzar las primeras 40 posiciones en una lista de popularidad.
El sencillo fue certificado como disco de oro por la RIAA.

## Créditos y personal
- voz principal y coros, órgano: Steve Walsh
- coros: Robby Steinhardt
- guitarra principal y piano: Kerry Livgren
- guitarras: Rich Williams
- bajo: Dave Hope
- batería: Phil Ehart

## En la cultura popular
La canción está incluida en la banda sonora de la Serie ficticia Supernatural incluyéndola en cada episodio final de las temporadas, durante la recapitulación del mismo. También apareció en el capítulo Fan Fiction, episodio 200 de la serie, siendo el elenco de una obra musical inspirada en los libros de Supernatural. También apareció en el episodio final de la serie, llamado precisamente Carry On, donde se pudo escuchar la versión original y un cover, interpretado por Neoni.
"Carry On Wayward Son" es considerado como la canción no oficial de la serie.
Es interpretada por Randy Marsh, de la serie South Park, en el episodio 13 de la temporada 11, titulado Guitar Queer-O
Se puede oír en la radio de GTA V en Los Santos Rock Radio solo aparece en consola de PS4, Xbox One y PC
La canción fue usada como tema de entrada por The Elite, debutándola en el evento Full Gear 2022.

## Versiones
Varios artistas han realizado versiones de «Carry On Wayward Son», incluyendo Anthrax, Panic! At the Disco, Dream Theater, Rachel Rachel, Critical Mass, Yngwie J. Malmsteen, The Oak Ridge Boys, Stryper y The Showdown.